# Cristóbal de la Cueva y Villavicencio
Cristóbal de la Cueva y Villavicencio (Jerez de la Frontera, 1500 - Ibidem, 16 de mayo de 1587). Fue conquistador de Guatemala, capitán en las campañas de Pedro de Alvarado; comendador de la Orden de Santiago; caballero veinticuatro y alférez mayor perpetuo de su ciudad natal, así como regidor de la ciudad guatemalteca de Santiago de los Caballeros.

## Biografía
Nació hacia 1500 en Jerez de la Frontera, hijo de Juan de la Cueva (de la casa del Duque de Alburquerque) y Juana de Villavicencio. Pronto marchó al servicio del emperador Carlos I de España, siendo su paje.
Hacia 1528 se trasladó a América, buscando fortuna con una carta de recomendación de Juana I de Castilla. Si bien se desconocen las actividades que llevó a cabo en estos primeros años americanos, en 1532 la corona expendió otra carta de recomendación dirigida a Pedro de Alvarado, para que lo acogiese en su milicia. El hijo de Alvarado, Jorge, lo puso al mando de una misión en la actual Honduras. Se trató de pacificar el territorio de Puerto de Caballos; explorar la cuenca de Golfo Dulce y conquistar el Valle de Comayagua. La labor era compleja, especialmente si se tiene en cuenta la fiereza de la población autóctona. Dentro del cumplimiento del régimen jurídico español en las leyes de Indias y las luchas de poder entre los conquistadores españoles, recibió un expediente por abuso contra los indígenas con pruebas de que tomaba esclavos entre los indígenas, práctica prohibida por las Leyes de Burgos (1512). Además, se le acusó de que en los territorios bajo su control se permitía el juego, se habían desacatado cédulas regias, cometido asesinatos con ensañamiento y de que él mismo se hallaba amancebado con una mujer. En 1535 fundó Villa de Jerez de la Frontera de Choluteca, actual Choluteca. En 1539 se le concedieron los cargos de factor de la Real Hacienda y de regidor de la ciudad de Santiago de los Caballeros (actual Guatemala), capital de la Capitanía General de Guatemala. Poco después contrajo matrimonio con su primera esposa, momento tras el cual decidió volver a España. 
Participó en el conflicto que enfrentó a Carlos V con Francia y acabó en 1544 con la Paz de Crépy. Tras esto parece que se fue asentando de nuevo en España, donde se casó en dos ocasiones. Además, poco después de la muerte del rey Carlos V, perdió su repartimiento de indígenas en Guatemala, que muchos beneficios le generaba. En 1577 otorgó mayorazgo en favor de su hijo Juan de la Cueva y Corvera, por lo que sabemos que sus riquezas habían menguado mucho. Enfermo, incapaz de volver a Guatemala, cedió en 1583 su cargo de alférez mayor perpetuo de la ciudad a su hijo. Murió el 16 de mayo de 1587.

## Matrimonio y descendencia
Cristóbal de la Cueva casó con Luisa Corvera (o Corbera), su prima segunda, natural de Baeza, aunque contrajeron matrimonio en Guatemala. De esta unión nacería su único hijo, Juan de la Cueva y Corbera, quien heredaría el cargo de alférez mayor perpetuo de Jerez y murió en 1595. Inició hacia 1550 su divorcio, alegando la consanguinidad. Poco después casó con María de Vargas y Haro, aunque esta falleció al poco de dar a luz. Más tarde contraería matrimonio hacia 1560 con María de Villavicencio y Spínola, hija de Pedro Camacho Espínola de Villavicencio y de Catalina de Villavicencio. Años después se sabe que llevó a cabo el rapto de una joven menor de edad residente en Cuenca, Mencía Pérez, hija de Juan de Osma. Con ella se había carteado un tiempo y se desplazó a dicha ciudad para cometer el rapto. Fue descubierto y se le abrió un proceso judicial.